# Galen Center
Il Galen Center è un impianto sportivo polivalente coperto situato a Los Angeles, California, di proprietà della University of Southern California (USC). Sorge nell'angolo sud-est dell'incrocio tra Jefferson Boulevard e Figueroa Street, è la sede delle squadre di pallacanestro e pallavolo degli USC Trojans.